# Église Saint-Pontien de Marigné
L'église Saint-Pontien est une église située à Marigné, en France.

## Localisation
L'église est située dans le département français de Maine-et-Loire, sur la commune de Marigné.

## Historique
L'édifice est inscrit au titre des monuments historiques en 1971.